# Kateri Tekakwitha
Kateri Tekakwitha (Ossessernon, Nova York, 1656 - Kahnawake, Quebec, 17 d'abril de 1680) fou una dona mohawk-algonquina, convertida al cristianisme. És venerada com a santa per l'Església catòlica. Kateri Tekakwitha apareix com a personatge de ficció a les novel·les Beautiful losers de Leonard Cohen i Fathers and crows de William Vollmann.

## Biografia

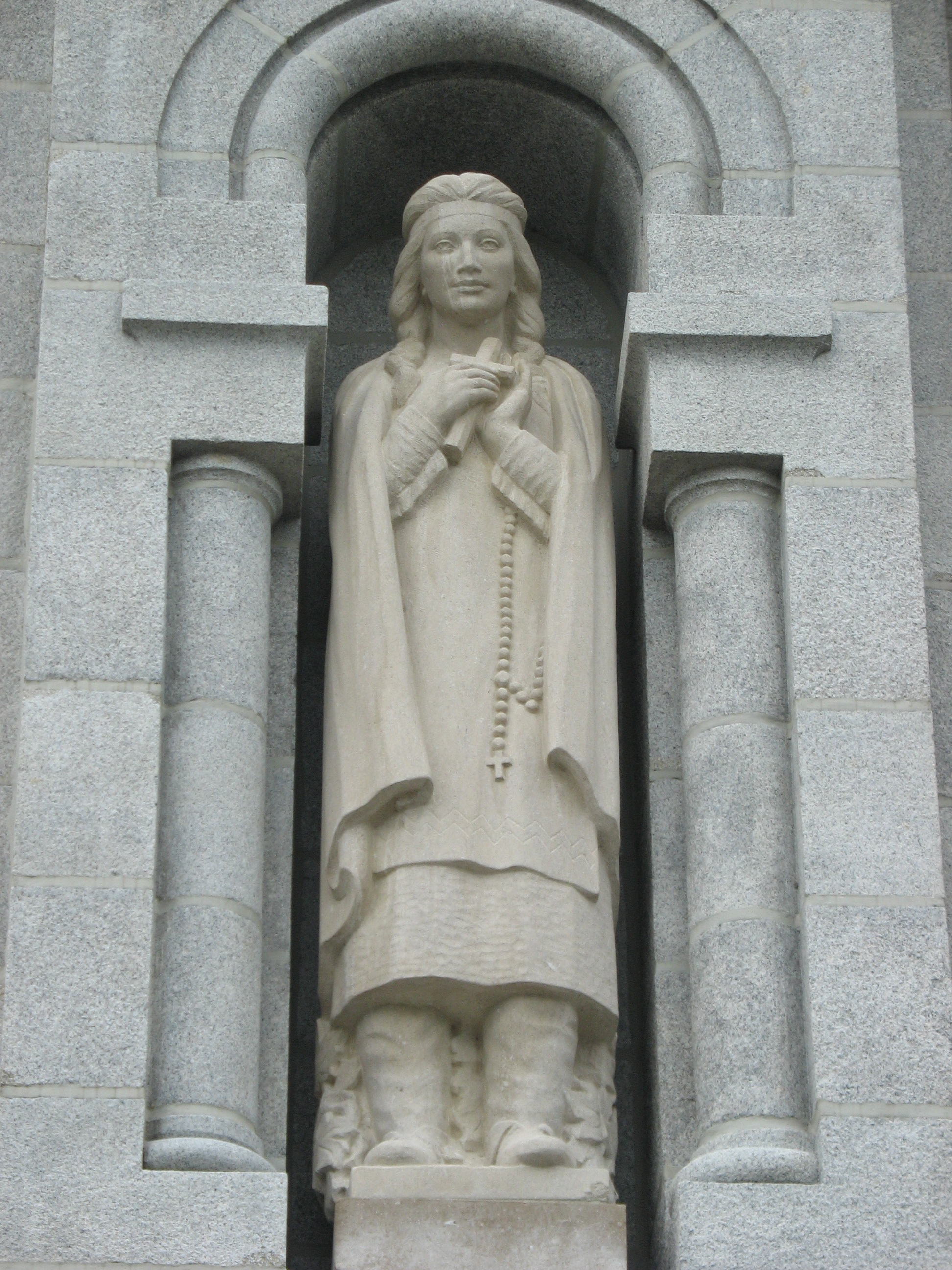
Estàtua a la Basilica of Sainte-Anne-de-Beaupré a Quebec City.

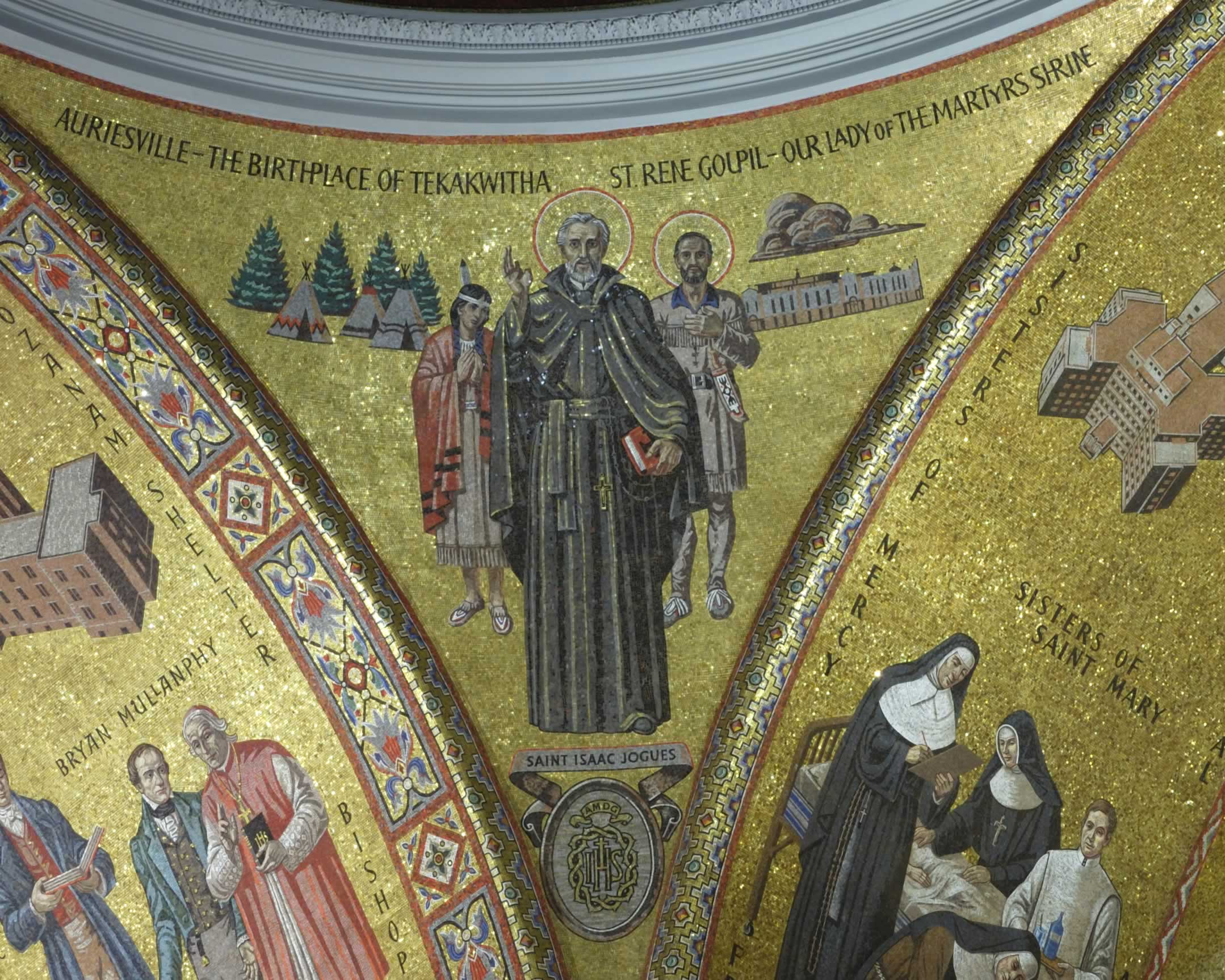
Mosaic a la Catedral de Saint Louis (Missouri)

Tekakwitha era filla d'un mohawk, Kenneronkwa ("Estimat"), i una algonquina convertida al catolicisme, Kahenta ("Flor de la Pradera"). Va néixer al poblat fortificat mohawk d'Ossernenon (actual Auriesville, a l'estat de Nova York). Kahenta havia estat batejada i educada per un missioner francès a Trois-Rivières. Va ésser capturada en una guerra entre el seu poble i els iroquesos i duta a les terres dels mohawk.
Quan Tekakwitha tenia quatre anys va passar la verola, que li deixà marques a la cara; la malaltia també matà els seus pares i un germà, i va ésser criada per un oncle, cap del Clan de la Tortuga. Com a filla adoptada del cap, molts joves la demanaren en matrimoni, malgrat la seva cara desfigurada, però ella entenia que no eren propostes sinceres i les rebutjava. Llavors va començar a aprofundir en la fe cristiana, que li havia ensenyat la seva mare. Malgrat l'oposició de l'oncle, va voler fer-se cristiana.
El 1666, Alexandre de Prouville arrasà Ossernenon. El clan de Tekakwitha s'establí a la riba nord del riu Mohawk, prop de l'actual Fonda (Nova York). Als vint anys, hi fou batejada, el Diumenge de Pasqua (18 d'abril) de 1676, pel jesuïta francès Jacques de Lamberville. Va prendre el nom de Kateri, equivalent a la pronunciació mohawk de Catherine.
Rebutjada per la seva tribu, es mortificava amb penitències i pregava per la conversió dels seus. Va rebre amenaces de mort dels seus i el 1677 marxà a una comunitat d'indígenes cristians a Kahnawake, al Quebec, on va viure consagrada a la pregària, la penitència i la cura de malalts i ancians. El 1679 prengué el vot de castedat i l'any següent, el 17 d'abril, morí dient "Jesús, t'estimo".

## Veneració
Fou sebollida prop del poblat on va morir, lloc que va prendre el seu nom, l'actual Sainte-Catherine. Al seu epitafi es va posar: Kateri Tekakwitha: Ownkeonweke Katsitsiio Teonsitsianekaron" ("La flor més bella que mai ha florit entre els homes rojos"). Va ésser anomenada "lliri dels mohawk", "donzella mohawk" o "flor entre els homes".
Aviat se li atribuïren guaricions miraculoses i aparicions, començant a ésser venerada com a santa. El seu procés de canonització va començar en 1884. Fou declarada venerable per Pius XII el 2 de gener de 1943, i beatificada per Joan Pau II el 22 de juny de 1980. És la primera indígena nord-americana que puja als altars.
Va ser canonitzada el dia 21 d'octubre del 2012 per Benet XVI.
Compta amb tres santuaris nacionals als Estats Units: el National Kateri Shrine a Fonda (Nova York), el National Shrine of the North American Martyrs (Auriesville) i la Basilica of the National Shrine of the Immaculate Conception (Washington, D.C..